# 党毅飛
党 毅飛（とう きひ、党毅飞、1994年6月17日 - ）は、中国の囲碁棋士。山西省出身、中国囲棋協会に所属、九段。衢州・爛柯杯中国囲棋冠軍戦優勝、LG杯世界棋王戦優勝、農心辛ラーメン杯世界囲碁最強戦で5人抜きなど。

## 経歴
太原市生まれ。2004年、全国少年囲棋戦ベスト4。2005年韓国生命保険杯世界児童国手戦最強組優勝。2006年華山大会全国アマチュア棋王争覇戦優勝。2007年、中韓アマチュア囲棋嶺峰対決で、韓国代表の姜昌培に勝利。同年初段。
2008年に四川驕子チーム入りし、甲級リーグ戦出場。これにより西南王戦に出場し、古力を破りベスト4入り。2009年全国智力運動会では、四川チームで参加して団体戦優勝、三段。2011年、西南王戦で準優勝、BCカード杯に予選を勝抜いて出場し2回戦敗退、名人戦でベスト4進出。2012年BCカード杯で李世乭らを破り決勝に進むが、白洪淅に1-3で敗れ準優勝。同年阿含・桐山杯ベスト4。
2013年Mlily夢百合杯ベスト8。2014年中国囲棋天元戦ベスト4、百霊愛透杯出場。2016年LG杯棋王戦で決勝に進み九段昇段、2017年の決勝では周睿羊を2-0で破り、世界戦初優勝。2018年農心杯で5人抜き達成。2021年にCCTV杯準優勝。2023年天元戦挑戦者。2024年、30歳の誕生日に衢州・爛柯杯決勝で連笑を破り国内主要棋戦で初優勝。
甲級リーグ戦では、2014年から成都チームで出場、2020年には11-4の成績で人気賞受賞、2021年はリーグ1位となるがプレーオフで3位となった。2023年には韓国囲碁リーグ出場。中国棋士ランキングでは、2011年52位、2012年8月には24位、2023年7位、2024年2位。

### タイトル歴
国際棋戦
- LG杯世界棋王戦 2017年
- 金立智能手机杯海峡両岸囲棋冠軍争覇戦 2017年

国内棋戦
- 衢州・爛柯杯中国囲棋冠軍戦 2024年

### 他の棋歴
国際棋戦
- BCカード杯世界囲碁選手権 2012年準優勝（○徐仲輝、○李世乭、○檀嘯、○朴永訓、○朴文尭、1-3白洪淅）
- 三星火災杯世界囲碁マスターズ 2024年準優勝
- Mlily夢百合杯世界囲碁オープン戦 2024年準優勝、2013年ベスト8（○謝赫、○李軒豪、○唐韋星、×羋昱廷）
- 春蘭杯世界囲碁選手権戦 2019年4位
- 南洋杯世界囲碁マスターズ 2025年 4位
- 百霊愛透杯世界囲碁オープン戦 2012年ベスト8（○国宇微、○邱峻、○牛雨田、×唐韋星）、2018年ベスト8
- 四川能投杯中国囲碁世界冠軍招待戦 2024年準優勝
- 韓華生命杯15周年中韓国対抗戦 2015年 ×羅玄
- 国手山脈杯国際囲棋戦 2017年優勝（○蕭正浩、×朴廷桓）
- 農心辛ラーメン杯世界囲碁最強戦
  - 2017-18年（第19回）5-1（○申旻埈、○一力遼、○金明訓、○井山裕太、○申眞諝、×金志錫）
  - 2018-19年（第20回）1-0（○朴廷桓）

国内棋戦等
- 西南王戦 準優勝 2011年、2019年
- 四城市囲棋嶺峰対決 準優勝 2014年[2]
- 浙江平湖・当湖十局杯CCTV電視快棋戦 準優勝 2021年
- 中国囲棋天元戦 挑戦者 2023年
- 全国智力運動会 2009年男子団体戦優勝（四川省）、2019年団体戦2位、2023年ペア碁戦4位（陸敏全とペア）
- 中国人寿華水湾杯双人戦 準優勝 2015年（馮湧とペア）
- 中国囲棋甲級リーグ戦
  - 2008年（四川驕子）2-4
  - 2009年（四川驕子）13-7
  - 2010年（四川驕子、降級）4-15
  - 2011年乙級（四川驕子）4-3
  - 2012年乙級（四川驕子）5-2
  - 2013年乙級（四川驕子）4-3
  - 2014年（成都興業銀行）6-16
  - 2015年乙級（成都棋城）6-1
  - 2016年（成都興業銀行）8-12
  - 2017年（成都園丁控股）10-16
  - 2018年（成都園丁控股）15-11
  - 2019年（成都懿錦控股）10-5
  - 2020年（成都懿錦控股）11-4、人気賞
  - 2021年（成都農商銀行）10-5
  - 2022年（成都農商銀行）11-4
  - 2023年（成都農商銀行）11-4
  - 2024年（成都懿錦控股）13-2
- 韓国囲碁リーグ
  - 2023-24年（韓国物価情報）3-3
  - 2024-25年（永林プライムチャンホ）

## 注
1. ↑  弈城围棋网「决赛1/4子小胜连笑 党毅飞30岁生日夺烂柯杯冠军」2024.6.17
2. ↑  “唐韦星胜党毅飞家门口夺冠 拿下四城市赛冠军” (中国語). 腾讯体育